# معاملة المثليين في الصومال
يواجه الأشخاص من المثليين والمثليات ومزدوجي التوجه الجنسي والمتحولين جنسياً (اختصاراً: LGBT) في الصومال تحديات قانونية واجتماعية لا يواجهها غيرهم من المغايرين جنسيا. يعتبر النشاط الجنسي المثلي بين الرجال وبين النساء غير قانوني في الصومال، مع عقوبة قد تصل للإعدام. كما أن المنازل التي يعيش فيها الشركاء المثليون غير مؤهلة للحصول على نفس الحماية القانونية المتاحة للأزواج المغايرين، مع وجود عدة تقارير تتحدث عن مستوى عالي من التمييز والانتهاكات ضد مجتمع المثليين.

## قانونية النشاط الجنسي المثلي

### الدولة العثمانية
في عام 1858، قننت الدولة العثمانية النشاط الجنسي المثلي.

### شرق أفريقيا الإيطالي
في عام 1940، غزت إيطاليا أرض الصومال البريطانية وضمتها إلى شرق أفريقيا الإيطالية. نظرًا لأن النشاط الجنسي المثلي كان قانونيًا في إيطاليا منذ عام 1890، فقد أصبح قانونيًا في أرض الصومال البريطانية. في عام 1941، احتل البريطانيون أرض الصومال البريطانية وأعادوا قوانين السدومية.

### الصومال البريطاني
قبل الاستقلال عن البريطانيين، تم تطبيق «قانون العقوبات الهندي 1860» في أرض الصومال البريطاني.

### الجمهورية الصومالية
في عام 1964، دخل قانون العقوبات الجديد حيز التنفيذ في الجمهورية الصومالية. ينص القانون على أنه «يعاقب كل من قام باتصال جسدي مع شخص مثلي، حيث لا يشكل الفعل جريمة أشد خطورة، بالسجن من ثلاثة أشهر إلى ثلاث سنوات. حيثما يكون الفعل المرتكب فعل فعل مختلف من الشهوة من الجماع الجسدي، تخفف العقوبة المفروضة بمقدار الثلث». ومنذ ذلك الحين ألغت المملكة المتحدة تلك القوانين التي اعتبرتها واحدة من أكثر القوانين التمييزية التي وضعتها قوة عالمية سابقة. وقد قننت المملكة المتحدة كلا من المثلية الجنسية والشراكة المدنية وزواج المثليين للأزواج والشركاء المثليين.

### الجمهورية الصومالية الديمقراطية
وبموجب المادة 409 من قانون العقوبات الصومالي الذي تم إدخاله في عام 1973، يعاقب على الاتصال الجنسي مع شخص من نفس الجنس بالسجن لمدة تتراوح بين ثلاثة أشهر وثلاث سنوات. يعاقب على «فعل الشهوة» بخلاف الجماع الجنسي بالسجن لمدة تتراوح بين شهرين وسنتين. بموجب المادة 410 من قانون العقوبات الصومالي، قد يرافق تدبير أمني إضافي العقوبات على النشاط الجنسي المثلي، والتي تأتي عادة في شكل مراقبة للشرطة لمنع «إعادة ارتكابها». يتم التسامح مع عمليات إعدام المثليين.

### الحكومة الفيدرالية في الصومال

#### فيروس نقص المناعة البشرية/الإيدز
يصعب الوصول إلى خدمات تنظيم الأسرة، وكذلك المعلومات المستندة إلى الحقائق حول النشاط الجنسي البشري. صرح العاملون في المجال الإنساني أن العادات الاجتماعية الإسلامية غالباً ما تجعل من الصعب التحدث علناً عن كيفية انتشار الفيروس. منذ عام 1999، جاء الكثير من التثقيف والرعاية بشأن مرض الإيدز والعدوى بفيروسه من منظمات دولية مثل الأمم المتحدة.
على الرغم من ذلك، يوجد في الصومال أحد أدنى معدلات الإصابة بفيروس نقص المناعة البشرية في القارة. ويعزى ذلك إلى الطبيعة الإسلامية للمجتمع الصومالي والتزام الصوماليين بالأخلاق الإسلامية. في حين أن معدل انتشار فيروس نقص المناعة البشرية المقدر في الصومال في عام 1987 (أول تقرير حالة عام) كان 1% من البالغين، تشير تقديرات أحدث من عام 2007 الآن إلى 0.5% فقط من السكان البالغين في البلاد.

#### منظمات المثليين
في عام 2004، أفادت التقارير وجود منظمة للمثليين واحدة في الصومال.

### الحرب الأهلية
في المناطق التي تسيطر عليها حركة الشباب المجاهدين في الصومال، تسن المنظمة الإرهابية تفسيرا صارما للشريعة التي تحرم صراحة المثلية الجنسية. تكون العقوبة على من يتم العثور مذنبا وفقًا لتقدير القاضي ويمكن معاقبتها بالإعدام.

### الجمهورية الصومالية الديمقراطية
وبموجب المادة 409 من قانون العقوبات الصومالي الذي تم إدخاله في عام 1973، يعاقب على الاتصال الجنسي مع شخص من نفس الجنس بالسجن لمدة تتراوح بين ثلاثة أشهر وثلاث سنوات. يعاقب على «فعل الشهوة» بخلاف الجماع الجنسي بالسجن لمدة تتراوح بين شهرين وسنتين. بموجب المادة 410 من قانون العقوبات الصومالي، قد يرافق تدبير أمني إضافي العقوبات على النشاط الجنسي المثلي، والتي تأتي عادة في شكل مراقبة للشرطة لمنع «إعادة ارتكابها». يتم التسامح مع عمليات إعدام المثليين.

### الحكومة الفيدرالية في الصومال

#### فيروس نقص المناعة البشرية/الإيدز
يصعب الوصول إلى خدمات تنظيم الأسرة، وكذلك المعلومات المستندة إلى الحقائق حول النشاط الجنسي البشري. صرح العاملون في المجال الإنساني أن العادات الاجتماعية الإسلامية غالباً ما تجعل من الصعب التحدث علناً عن كيفية انتشار الفيروس. منذ عام 1999، جاء الكثير من التثقيف والرعاية بشأن مرض الإيدز والعدوى بفيروسه من منظمات دولية مثل الأمم المتحدة.
على الرغم من ذلك، يوجد في الصومال أحد أدنى معدلات الإصابة بفيروس نقص المناعة البشرية في القارة. ويعزى ذلك إلى الطبيعة الإسلامية للمجتمع الصومالي والتزام الصوماليين بالأخلاق الإسلامية. في حين أن معدل انتشار فيروس نقص المناعة البشرية المقدر في الصومال في عام 1987 (أول تقرير حالة عام) كان 1% من البالغين، تشير تقديرات أحدث من عام 2007 الآن إلى 0.5% فقط من السكان البالغين في البلاد.

#### منظمات المثليين
في عام 2004، أفادت التقارير وجود منظمة للمثليين واحدة في الصومال.

### الحرب الأهلية
في المناطق التي تسيطر عليها حركة الشباب المجاهدين في الصومال، تسن المنظمة الإرهابية تفسيرا صارما للشريعة التي تحرم صراحة المثلية الجنسية. تكون العقوبة على من يتم العثور مذنبا وفقًا لتقدير القاضي ويمكن معاقبتها بالإعدام.

## انتشار فيروس نقص المناعة البشرية حسب المنطقة
| المنطقة/الإقليم والمواقع الخفية | عدد الأشخاص الذين تم اختبارهم | عدد الأشخاص الموجبين | نسبة الأشخاص الموجبين |
| ------------------------------- | ----------------------------- | -------------------- | --------------------- |
| أرض الصومال                     |                               |                      |                       |
| هرجيسا                          | 499                           | 8                    | 1.6                   |
| بربرة                           | 350                           | 8                    | 2.29                  |
| بورمة                           | 362                           | 4                    | 1.10                  |
| برعو                            | 350                           | 2                    | 0.57                  |
| أرض الصومال                     | 1561                          | 362                  | 1.41                  |
| أرض البنط                       |                               |                      |                       |
| بوصاصو                          | 324                           | 3                    | 0.93                  |
| غاروي                           | 284                           | 2                    | 1.70                  |
| أرض البنط                       | 897                           | 9                    | 1.00                  |
| غالمودوغ                        |                               |                      |                       |
| جالكعيو                         | 289                           | 4                    | 1.38                  |
| جنوب وسط'                       |                               |                      |                       |
| مقديشو                          | 1232                          | 11                   | 0.89                  |
| مركا                            | 350                           | 0                    | 0.0                   |
| جوهر                            | 351                           | 1                    | 0.28                  |
| خودور                           | 351                           | 1                    | 0.29                  |
| جنوب الوسط                      | 2165                          | 13                   | 0.60                  |
| العدد الإجمالي                  | 4732                          | 44                   | 0.93                  |

## ظروف الحياة
وجد تقرير حقوق الإنسان وزارة الخارجية الأمريكية لعام 2010 أن: «التوجه الجنسي يعتبر من المحرمات، ولم يكن هناك نقاش عام حول هذه المسألة في أي منطقة من مناطق البلاد»، وأنه «لم تكن هناك تقارير عن العنف المجتمعي أو التمييز على أساس التوجه الجنسي.»

## ملخص
| قانونية النشاط الجنسي المثلي                                                                  | (العقوبة: تصل حتى الإعدام)          |
| المساواة في السن القانوني للنشاط الجنسي                                                       | No                                  |
| قوانين مكافحة التمييز في التوظيف                                                              | No                                  |
| قوانين مكافحة التمييز في توفير السلع والخدمات                                                 | No                                  |
| قوانين مكافحة التمييز في جميع المجالات الأخرى (تتضمن التمييز غير المباشر، خطاب الكراهية)      | No                                  |
| قوانين مكافحة أشكال التمييز المعنية بالهوية الجندرية                                          | No                                  |
| زواج المثليين                                                                                 | No                                  |
| الاعتراف القانوني بالعلاقات المثلية                                                           | No                                  |
| تبني أحد الشريكين للطفل البيولوجي للشريك الآخر                                                | No                                  |
| التبني المشترك للأزواج المثليين                                                               | No                                  |
| يسمح للمثليين والمثليات ومزدوجي التوجه الجنسي والمتحولين جنسيا بالخدمة علناً في القوات المسلحة | No                                  |
| الحق بتغيير الجنس القانوني                                                                    | No                                  |
| علاج التحويل محظور على القاصرين                                                               | No                                  |
| الحصول على أطفال أنابيب للمثليات                                                              | No                                  |
| الأمومة التلقائية للطفل بعد الولادة                                                           | No                                  |
| تأجير الأرحام التجاري للأزواج المثليين من الذكور                                              | (غير قانوني للأزواج المغايرين كذلك) |
| السماح للرجال الذين مارسوا الجنس الشرجي التبرع بالدم                                          | No                                  |

## وصلات خارجية
- علي، نور. "لاجيئون صوماليون مثليون يواجهون تهديدات بالقتل." (أرشيف) الجزيرة. 7 يوليو 2013. (بالإنجليزية)
- «رفقاء الروح: ثمن كونهم مثليين في الصومال» أفرو نيوز (بالإنجليزية)